# Christian von Ehrenfels
Christian von Ehrenfels (Maria Christian Julius Leopold Freiherr von Ehrenfels) (Rodaun, Bécs mellett, 1859. június 20. – Lichtenau im Waldviertel, Alsó-Ausztria, 1932. szeptember 8.) osztrák filozófus, a gestaltpszichológia egyik alapítója és előfutára.

## Életútja
Christian von Ehrenfels 1859. június 20-án született a Bécshez közeli Rodaun városában és apja Brunn am Walde kastélyában nőtt fel Alsó-Ausztriában. Középiskolai tanulmányait Kremsben végezte, ezután először a bécsi Hochschule für Bodenkultur egyetemen, majd a Bécsi Egyetemen tanult. Itt ismerkedett meg a filozófia tudományával, Franz Brentano és Alexius Meinong tanítványa volt, majd 1885-ben Meinong témavezetése mellett megírta a Größenrelationen und Zahlen : eine psychologische Studie (=Mennyiség és számok kapcsolata : pszichológiai tanulmány) című diplomamunkáját és követte őt a grazi egyetemre (Karl-Franzens-Universität).
1888-ban habilitálták egyetemi magántanárrá Bécsben Über Fühlen und Wollen (=Érzésről és hajlandóságról) című tanulmányával.
1896 és 1929 között a prágai Károly Egyetemen filozófia professzorként dolgozott. Előadásai többek között felkeltették Max Brod, Franz Kafka és Felix Weltsch figyelmét.
Lánya Imma von Bodmershof író, fia Rolf antropológia professzor, aki 1927-ben áttért az iszlám vallásra és felvette az Omar nevet. Omar Rolf felesége, Elfriede von Bodmershof irodalomkedvelő volt. Kurban Said álnéven írta Ali és Nino és A Golden Horn-i lány című műveit. Ennek ellenére Luca Tal, az E.P. Tal cég tulajdonosai és az Ali és Nino kiadója a következőket írta ügyvédjének: „Sohasem hallottam a bárónőről… Az egykori férjem jobbkeze és titkára sem tudott róla semmit. Csak sokkal később történt, hogy valami oknál fogva a Buchhaendler Boersenblatt-et néztük, és rájöttünk, hogy Kurban Said maga a bárónő. Természetesen a náci uralom alatt sokan álnevet vettek fel és jogtalanul íróvá kiáltották ki magukat…”

## Munkássága
A Gestalt tanulmányainak alapjai Johann Wolfgang von Goethe és Ernst Mach elméletei. A gestaltpszichológia megteremtőjének Max Wertheimert tartják számon. Maga a Gestalt koncepcióját először Ehrenfels vezette be a kortárs filozófiába és pszichológiába a híres Über Gestaltqualitäten (A forma minőségeiről, 1890) tanulmányával. Mind őt és Edmund Husserlt inspirálta E. Mach Beiträge zur Analyse der Empfindungen (Értekezések az érzékek elemzéséről, 1886), amely következtében megalkották a nagyon hasonló Gestalt és Alkotó momentum koncepcióikat.
Híressé vált a dallam másik hangnembe való átmenete. Ehrenfels szerint egy dallam különálló hangokból áll, de ez több mint e hangjegyek összessége. Ha a különálló hangjegyeket más hangnembe helyeznék, és csak hangokból állnának, képesek lennének magukat teljesen más dallamokhoz kapcsolni, míg maga a dallam nem változna. Ehrenfels Gestaltqualitäten, Alkotó minőségeknek nevezte ezt az új nézetet, amely a „részekhez” képest „az egész megfigyelése.”  (Összehasonlítás: Arisztotelész, fordítás 1952.)  „Minden dolog esetében, amely számos részből tevődik össze, és amelyben az egész nem csak egy tömeg, hanem a részek mellett egy bizonyos dolog, kell lenni valamilyen egyesítő tényezőnek.”
Ehrenfels számos kulturális-tudományos és szexuál-politikai írásában érvelt a monogámia kulturális kártékonysága ellen és egy többnejűségi társadalmi rend utópiája mellett. Védte azokat a nézeteket, miszerint a monogámia gátolhatja a Darwin által felállított szaporodás elvét és a nemzés szelekcióját, amely súlyos hatással lehet a társadalomra kulturális-biológiai szempontból, és ezért a monogámia ellen fel kellene lépni. Ezen elméletekkel Ehrenfels heves kritikáknak tette ki magát, mivel elméleteivel elképzelhetetlen gondolatokat továbbított a kortárs konvenciók felé.
Kafka barátja, a cseh cionista filozófus Felix Weltsch számos esszét és emlékiratot írt Ehrenfelsről, aki maga is részben zsidó származású volt. Ő volt az egyik legjelentősebb tanítványa.

## Kötetei magyarországi könyvtárakban
Főbb munkái német nyelven eredeti német kiadásban hozzáférhetőek nyilvános és szakkönyvtárainkban, köztük:
- System der Werttheorie (1897-1898)
- Sexualethik (Wiesbaden, 1907)
- Richard Wagner und seine Apostaten : ein Beitrag zur Jahrhundertfeier (Leipzig, 1913)
- Kosmogonie (1916)

## Fordítás
- Ez a szócikk részben vagy egészben a Christian von Ehrenfels című angol Wikipédia-szócikk fordításán alapul.  Az eredeti cikk szerkesztőit annak laptörténete sorolja fel. Ez a jelzés csupán a megfogalmazás eredetét és a szerzői jogokat jelzi, nem szolgál a cikkben szereplő információk forrásmegjelöléseként.